# Chapelle d'Otaniemi
La Chapelle d'Otaniemi  (en finnois : Otaniemen kappeli) est une chapelle construite à Otaniemi, Espoo en Finlande.

## Architecture

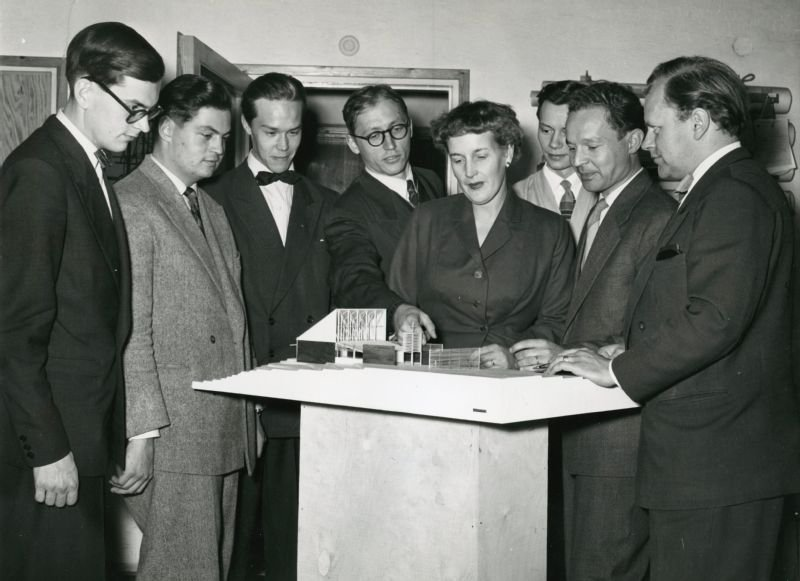
Photographie de l'architecte Kaija Siren présentant un modèle de la Chapelle d'Otaniemi, en 1954.

La chapelle est construite en 1956–1957 sur la base d'un concours d'architectes remporté en 1954 par Heikki et Kaija Siren. Ses matériaux de construction sont le bois et la brique rouge. La chapelle est incendiée en 1976 mais elle est reconstruite en 1978 presque à l'identique de l'ancienne. La chapelle dispose de 200 sièges.
La direction des musées de Finlande a classé la chapelle et le campus d'Otaniemi dans les sites culturels construits d'intérêt national.

## Galerie

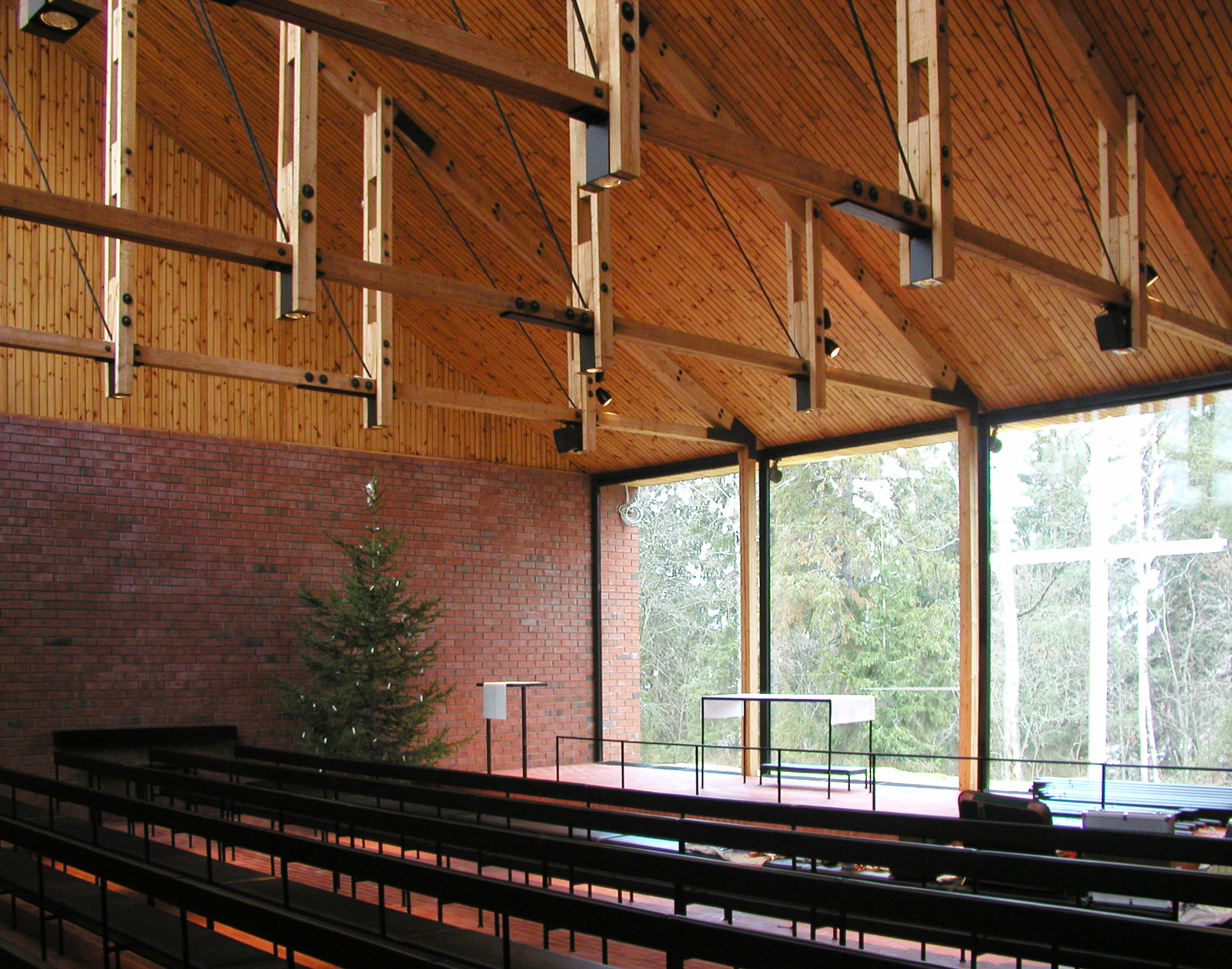
Chapelle d'Otaniemi, vue intérieure
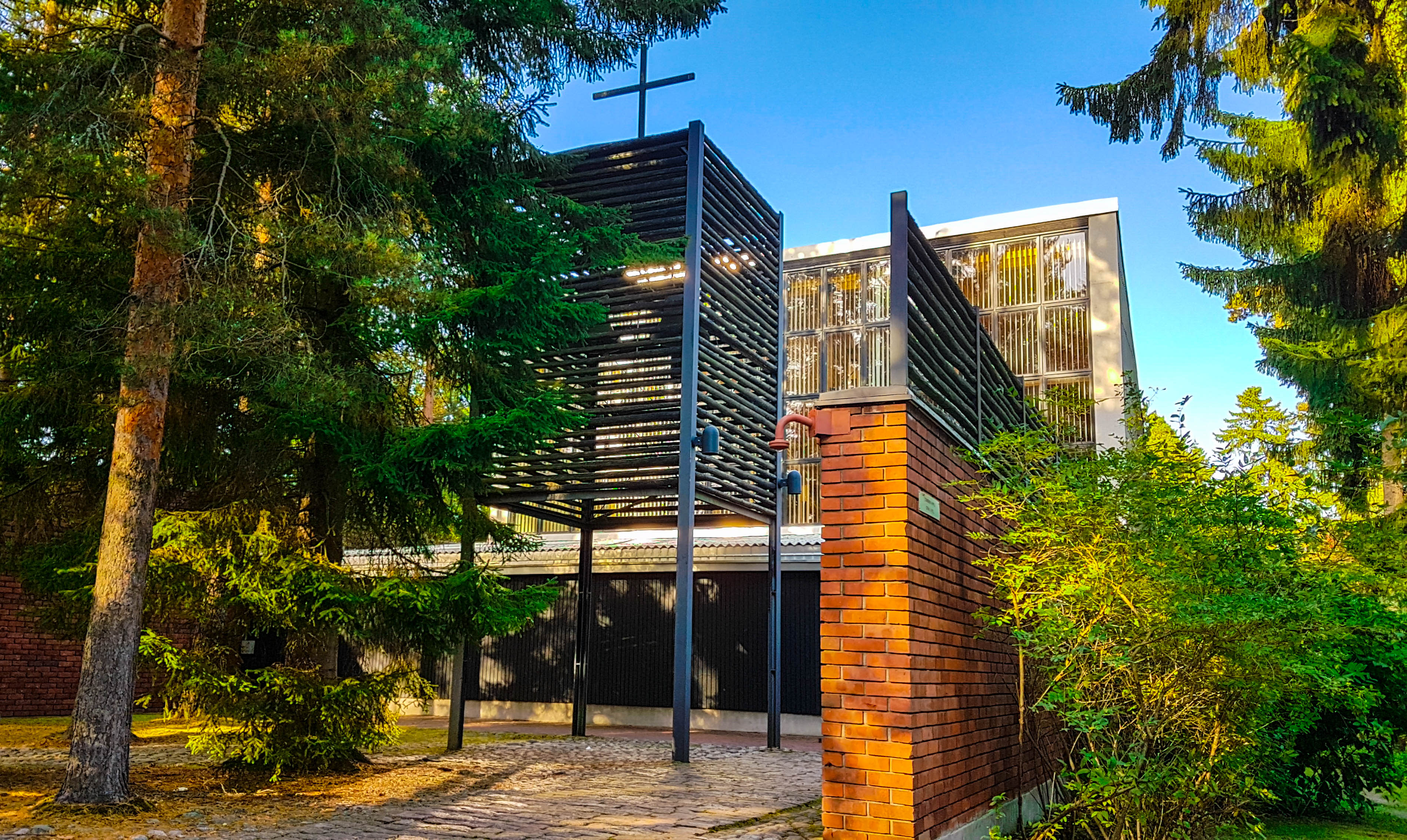
Chapelle d'Otaniemi, vue extérieure